# Mausoléu de Buckeburgo

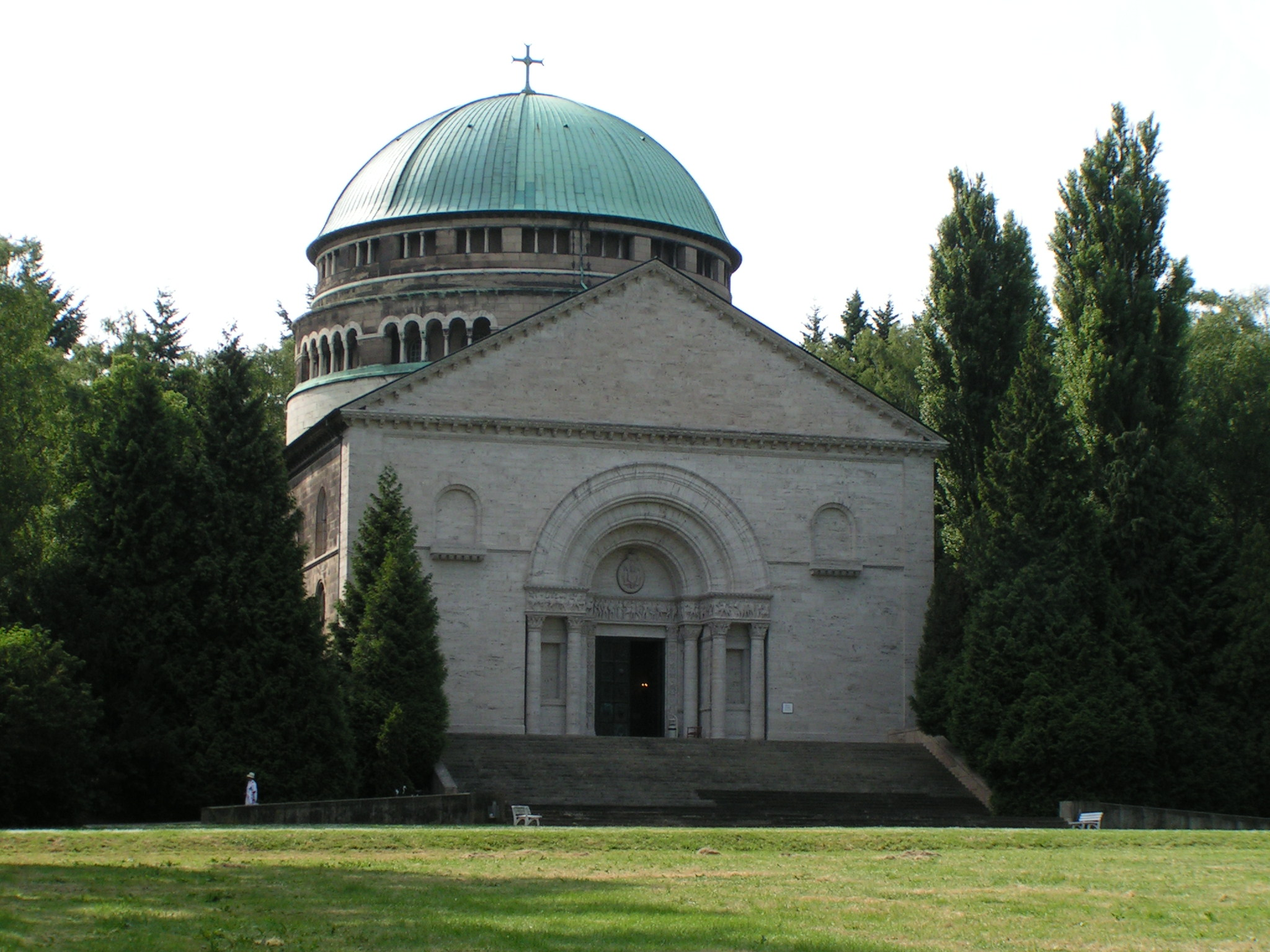
Mausoléu no parque do Castelo de Buckeburgo, 2005

O mausoléu no parque do Castelo de Buckeburgo é o cemitério da casa real de Eschaumburgo-Lipa. Está localizado no parque do Castelo de Buckeburgo, cerca de 50 quilômetros a oeste de Hanôver.
O mausoléu foi construído entre 1911 e 1915 durante o reinado do Príncipe Adolfo II. Construído em estilo neorromânico segundo planos do arquiteto berlinense Paul Baumgarten. Com 43 m de altura e 27 m de largura, é o maior mausoléu do gênero na Europa. Os custos de construção foram superiores a um milhão de reichsmarks.

## História

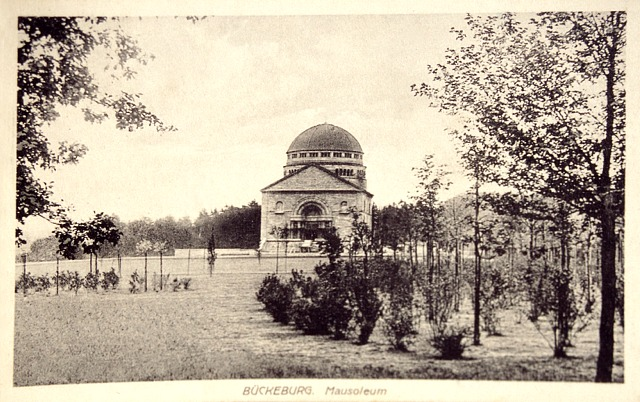
Cartão postal, por volta de 1914

O mausoléu de Buckeburgo substituiu o mausoléu principesco de Stadthagen, construído no século XVII, como cemitério familiar. O motivo da sua construção foi a morte de Jorge, Príncipe de Eschaumburgo-Lipa em abril de 1911. A cerimônia de fim de obra foi celebrada em dezembro de 1912, mas as obras interiores demoraram até 1916, após a eclosão da Primeira Guerra Mundial.
No final da Segunda Guerra Mundial, um projétil de tanque penetrou na cúpula. Os restos da granada estão expostos em um nicho de parede na área de entrada do salão abobadado. O buraco no mosaico do teto ainda é visível atualmente. Imediatamente após a guerra, o mausoléu foi usado como depósito para os tesouros artísticos do castelo, já que o Castelo de Buckeburgo foi confiscado pelo Exército Britânico do Reno até 1951.

## Exterior
Os materiais utilizados para a construção foram travertino na frente, caso contrário, arenito Obernkirchen e chapa de cobre para a cúpula, que ostenta uma cruz de ferro forjado.
O relevo acima do portal, obra do escultor Albert Comes (1883–1954), mostra o príncipe ao centro, homenagem aos guerreiros, caçadores e cavaleiros à esquerda, e homenagem às artes, à indústria e à agricultura à direita. Cada um dos capitéis dos quatro pilares traz um dos símbolos dos quatro evangelistas. Acima do relevo está o brasão dos príncipes de Eschaumburgo-Lipa.
A porta de bronze da entrada principal foi desenhada pelo escultor berlinense Josef Rauch. Também mostra os símbolos do evangelista, assim como o monograma de Cristo, uma árvore do paraíso e animais do Apocalipse de João.

## Vestíbulo
Existem duas pinturas no vestíbulo: à esquerda "Agar no deserto" de Gerard van Honthorst, à direita "João pregando no deserto" de Lorenzo Pasinelli.
À esquerda e à direita do vestíbulo encontram-se rosáceas desenhadas a partir de modelos do Mosteiro dos Jerónimos, em Belém (freguesia de Lisboa).
As escadas à esquerda e à direita do vestíbulo conduzem ao corredor do coro do salão abobadado; uma porta de bronze à esquerda conduz à cripta com os caixões, que não é aberta ao público.

## Salão da cúpula

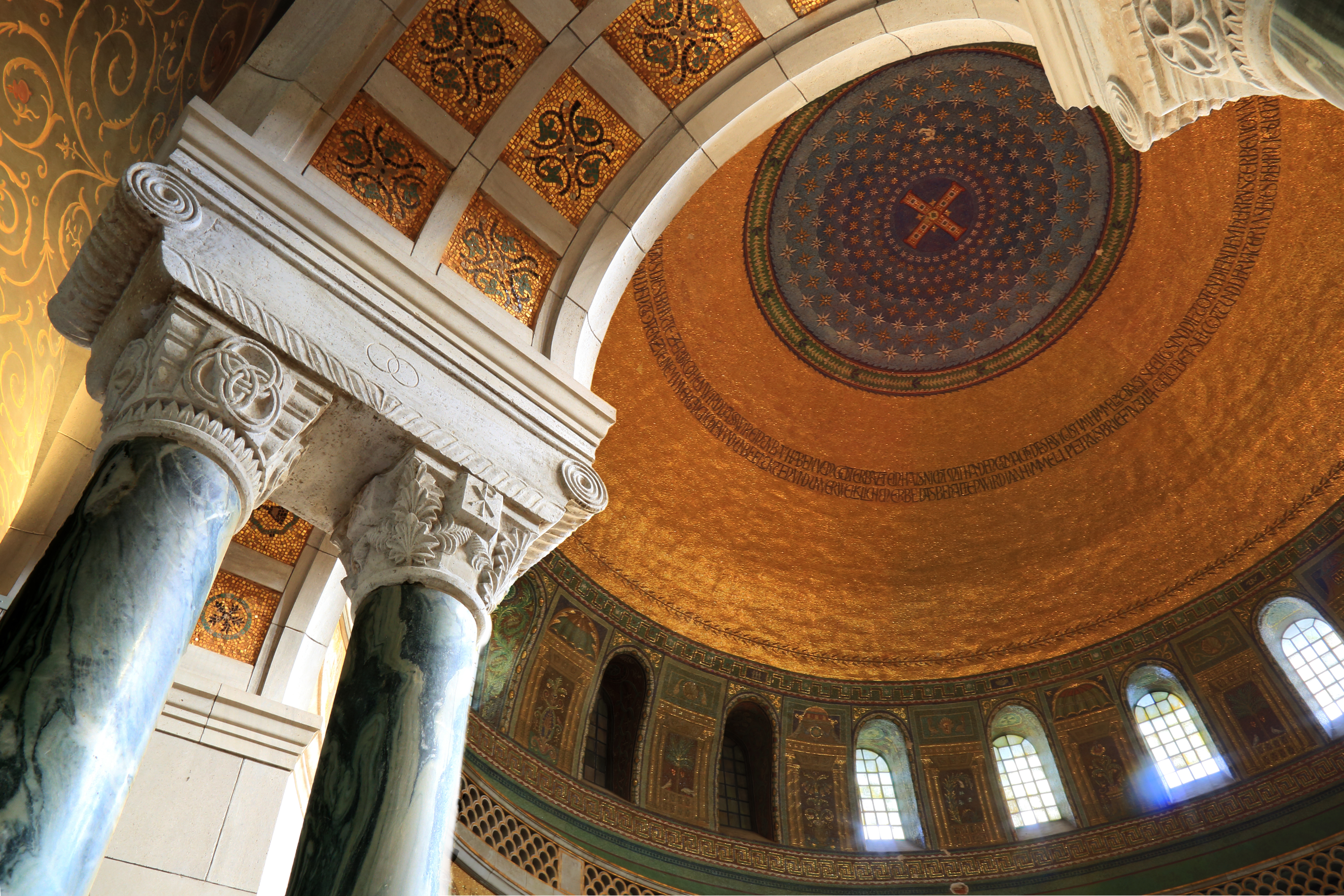
Vista interna da cúpula

Uma grade de ferro forjado do ferreiro berlinense Eduard Puls separa o vestíbulo e o salão abobadado.
Gottfried Hofer projetou o salão abobadado de 25 m de altura com o maior mosaico da Europa Central (500 m² de área). A cúpula é sustentada, entre outras coisas, por dez colunas, entre as quais existem nichos. Além dos dois nichos ocupados pela entrada e pela capela-mor, os nichos foram originalmente concebidos como locais para sarcófagos. Cada membro da família real deveria escolher o mosaico do piso em seu nicho, por isso a maioria dos nichos não possui mosaico. O príncipe Adolfo II destinou o nicho à esquerda do altar para o seu sarcófago, razão pela qual o mosaico é aqui executado. O nicho à direita do altar contém uma cruz memorial para Jorge Guilherme de Eschaumburgo-Lipa, falecido em abril de 1945.
O resto do piso do salão abobadado é feito de mármore vermelho italiano e verde grego. Em frente ao altar existe um piso retangular que, com o catafalco no topo, pode ser baixado para a cripta abaixo.
Devido à Revolução Alemã de 1918-1919, a instalação originalmente planejada de sarcófagos no salão obobadado nunca ocorreu. No terreno murado do mausoléu existe também um cemitério, não aberto ao público, onde os membros da família Eschaumburgo-Lipa são enterrados em sepultura terrestre ou em urna.

### Capela-mor
A capela-mor é decorada com um crucifixo do século XIII e uma gravura da Bíblia de Frankfurt de 1628. O conde Guilherme adquiriu o candelabro barroco em Portugal em 1763.